# Darlyn Gayol
Darlyn Julio Gayol Buzetta (Rosario, Uruguay; 20 de noviembre de 1964) es un entrenador uruguayo de fútbol. Actualmente es entrenador de Sud América de la Segunda División de Uruguay.

## Trayectoria
Inició su carrera en 2010 en Plaza Colonia en Uruguay. En 2011, se trasladó a Central Español de la Segunda División Uruguaya, con el cual logró ascender a la Primera División al ganar el campeonato de la Segunda División.
En 2013, tuvo una breve etapa en el Canadian, antes de unirse a Uruguay Montevideo durante los años 2014-2015. Luego de su paso por Uruguay, se trasladó a Guatemala para entrenar a Nueva Concepción en 2015-2016. Regresó a Uruguay en 2017 para desempeñarse como entrenador de porteros en Cerro bajo la dirección de José Basualdo.
En 2018, regresó brevemente a dirigir a Nueva Concepción en Guatemala, aunque dejó el club a mediados de ese año.
En 2020, fue contratado como entrenador de Albion en la Segunda División de Uruguay, logrando el campeonato y el ascenso a la Primera División. Dejó Albion a finales de 2021 tras la renuncia de su presidente.
En 2022, fue contratado por Rampla Juniors como su nuevo entrenador también en la Segunda División. Abandonó el club en mayo debido a los malos resultados obtenidos. Posteriormente en ese mismo año fue anunciado como nuevo entrenador del Atlético Mictlán de la Primera División de Guatemala, no obstante dejó el club el 18 de agosto de 2022, aunque volvió el 31 de diciembre. Sin embargo dejó el club debido a que el 15 de marzo de 2023 fue anunciado como nuevo entrenador del Rocha FC de la Primera División Amateur de Uruguay.
En noviembre de 2023, fue anunciado como nuevo entrenador de Sud América.

## Clubes
| Club                                               | País      | Año           |
| -------------------------------------------------- | --------- | ------------- |
| Plaza Colonia                                      | Uruguay   | 2010          |
| Central Español                                    | Uruguay   | 2011-2013     |
| Canadian                                           | Uruguay   | 2013-2014     |
| Uruguay FC                                         | Uruguay   | 2014-2015     |
| Nueva Concepción                                   | Guatemala | 2015-2016     |
| CA Cerro (entrenador de porteros de José Basualdo) | Uruguay   | 2017          |
| Nueva Concepción                                   | Guatemala | 2018          |
| Albion FC                                          | Uruguay   | 2020-2021     |
| Rampla Jrs                                         | Uruguay   | 2022          |
| Deportivo Mictlán                                  | Guatemala | 2022          |
| Deportivo Mictlán                                  | Guatemala | 2023          |
| Rocha FC                                           | Uruguay   | 2023          |
| Sud America                                        | Uruguay   | 2023-2024     |
| La Luz                                             | Uruguay   | 2024-presente |

## Palmarés

### Campeonatos nacionales
| Título                      | Club            | País    | Año     |
| --------------------------- | --------------- | ------- | ------- |
| Segunda División de Uruguay | Central Español | Uruguay | 2011-12 |
| Segunda División de Uruguay | Albion          | Uruguay | 2021    |